# Kvadratroten ur 5
Kvadratroten ur 5, eller bara roten ur 5, är det positiva reella tal som multiplicerat med sig självt ger talet 5. Talet betecknas {\displaystyle {\sqrt {5}}}, och är irrationellt och algebraiskt. Avrundat till tio decimaler är talet 2,2360679775 (talföljd A002163 i OEIS). I december 2013 hade dess numeriska värde i decimal beräknats till åtminstone tio miljarder decimaler.

## Bevis på irrationalitet
För att bevisa att kvadratroten ur 5 är irrationellt används ofta Fermats metod:
Antag att √5 är ett rationellt tal, och försök att uttrycka den i lägsta möjliga termer (det vill säga som ett fullt reducerat bråk) som {\displaystyle {\frac {m}{n}}} med naturliga tal m och n. Då √5 kan uttryckas i lägre termer {\displaystyle {\frac {5n-2m}{m-2n}}} är det en motsägelse. De två bråkuttrycken är lika, eftersom att likställa dem, cross-multiplicera och annullera som additiva termer ger {\displaystyle 5n^{2}=m^{2}} och därmed {\displaystyle {\tfrac {m}{n}}={\sqrt {5}}}, vilket är sant av premissen. Det andra bråkuttrycket för √5 är i lägre termer, jämför sedan nämnare, {\displaystyle m-2n<n} och sedan {\displaystyle m<3n} och sedan {\displaystyle {\tfrac {m}{n}}<3} och sedan {\displaystyle {\sqrt {5}}<3}. Både täljare och nämnare i det andra bråkuttrycket är positiva då {\displaystyle 2<{\sqrt {5}}<{\tfrac {5}{2}}} och {\displaystyle {\tfrac {m}{n}}={\sqrt {5}}}.

## Kedjebråk
Kvadratroten ur 5 kan uttryckas som kedjebråket [2; 4, 4, 4, 4, 4 …] (talföljd A040002 i OEIS). Följden av bästa rationella approximationer är:
{\displaystyle {\color {OliveGreen}{\frac {2}{1}}},{\frac {7}{3}},{\color {OliveGreen}{\frac {9}{4}}},{\frac {20}{9}},{\frac {29}{13}},{\color {OliveGreen}{\frac {38}{17}}},{\frac {123}{55}},{\color {OliveGreen}{\frac {161}{72}}},{\frac {360}{161}},{\frac {521}{233}},{\color {OliveGreen}{\frac {682}{305}}},{\frac {2207}{987}},{\color {OliveGreen}{\frac {2889}{1292}}},\dots }
Konvergenta av kedjebråket är grönfärgade. Deras täljare är 2, 9, 38, 161, … (talföljd A001077 i OEIS) och deras nämnare är 1, 4, 17, 72, … (talföljd A001076 i OEIS). De andra (icke-färgade) termerna är semikonvergenta.

## Babyloniska metoden
När {\displaystyle {\sqrt {5}}} beräknas med babyloniska metoden, som börjar med r0 = 2 och som använder rn+1 = (rn + 5/rn) / 2, är den n:te approximeringen rn lika med det 2n:te konvergent av konvergent-följden:
{\displaystyle {\frac {2}{1}}=2.0,\quad {\frac {9}{4}}=2.25,\quad {\frac {161}{72}}=2.23611\dots ,\quad {\frac {51841}{23184}}=2.2360679779\ldots }

## Förhållande till gyllene snittet och Fibonaccital

√5/2-diagonalen i en halv-kvadrat utgör grunden för geometrisk konstruktion av en gyllene rektangel.

Gyllene snittet φ är det aritmetiska medelvärdet av 1 och kvadratroten ur 5. Det algebraiska förhållandet mellan kvadratroten ur 5, gyllene snittet och konjugatet av det gyllene snittet ({\displaystyle \Phi =1/\varphi =\varphi -1}) uttrycks i följande formler:
{\displaystyle {\sqrt {5}}=\varphi +\Phi =2\varphi -1=2\Phi +1}
{\displaystyle \varphi ={\frac {{\sqrt {5}}+1}{2}}}
{\displaystyle \Phi ={\frac {{\sqrt {5}}-1}{2}}.}
(Se nedan för deras geometriska tolkning som dekomponeringar av en rot-fem-rektangel.)
Kvadratroten ur 5 då siffrorna naturligt i sluten form uttrycks för Fibonaccital, en formel som brukar skrivas i termer av det gyllene snittet:
{\displaystyle F\left(n\right)={{\varphi ^{n}-(1-\varphi )^{n}} \over {\sqrt {5}}}.}
Kvoten av √5 och φ (eller produkten av √5 och Φ), och dess reciproka, ger ett intressant mönster av kedjebråk som är relaterat till förhållandet mellan Fibonaccital och Lucastal: 
{\displaystyle {\frac {\sqrt {5}}{\varphi }}=\Phi \cdot {\sqrt {5}}={\frac {5-{\sqrt {5}}}{2}}=1.3819660112501051518\dots =[1;2,1,1,1,1,1,1,1,\dots ]}
{\displaystyle {\frac {\varphi }{\sqrt {5}}}={\frac {1}{\Phi \cdot {\sqrt {5}}}}={\frac {5+{\sqrt {5}}}{10}}=0.72360679774997896964\dots =[0;1,2,1,1,1,1,1,1,\dots ].}
Serien av konvergenta till dessa värden har serien av Fibonaccital och Lucastal som täljare och nämnare, och omvänt, respektive:
{\displaystyle {1,{\frac {3}{2}},{\frac {4}{3}},{\frac {7}{5}},{\frac {11}{8}},{\frac {18}{13}},{\frac {29}{21}},{\frac {47}{34}},{\frac {76}{55}},{\frac {123}{89}}},\dots \dots [1;2,1,1,1,1,1,1,1,\dots ]}
{\displaystyle {1,{\frac {2}{3}},{\frac {3}{4}},{\frac {5}{7}},{\frac {8}{11}},{\frac {13}{18}},{\frac {21}{29}},{\frac {34}{47}},{\frac {55}{76}},{\frac {89}{123}}},\dots \dots [0;1,2,1,1,1,1,1,1,\dots ].}

## Geometri

Conway-triangels dekomposition i mindre homotetiska trianglar.

Geometriskt motsvarar kvadratroten ur 5 diagonalen av en rektangel vars sidor har längden 1 och 2, vilket framgår av Pythagoras sats. En sådan rektangel kan ges genom att halvera en kvadrat, eller genom att placera två lika kvadrater sida vid sida. Jämte det algebraiska förhållandet mellan √5 och φ är detta grunden för den geometriska konstruktionen av en gyllene rektangel från en kvadrat, och för den geometriska konstruktionen av en regelbunden pentagon då sida-till-diagonal-förhållandet i en regelbunden pentagon är φ.
Genom att bilda en rät torsionsvinkel med två lika stora kvadrater och halvera en 1:2 rektangel, kan det ses att √5 motsvarar mellan längden på en kubkant och det kortaste avståndet från en av dessa hörn till det motsatta, och då genomkorsa kubens yta (det kortaste avståndet vid förflyttning genom insidan av kuben motsvarar längden av rymddiagonalen i kuben, som är kvadratroten ur 3 gånger kanten).
√5 är algebraiskt och geometriskt relaterad till kvadratroten ur 2 och kvadratroten ur 3, eftersom den är längden av hypotenusan i en rätvinklig triangel med katetmätning av √2 och √3 (vilket Pythagoras sats bevisar). Rätvinkliga trianglar av en sådan omfattning kan hittas inuti en kub: sidorna av en triangel definieras av mittpunkten av en kub, ett av dess hörn, och mittpunkten av en sida som ligger på en ytorna som innehåller detta hörn och motsatsen till det , är i förhållandet √2:√3:√5. Detta framgår av de geometriska förhållanden mellan en kub och de kvantiteter som √2 (kant-till-framsidan-diagonalförhållande, eller avståndet mellan motsatta kanter), √3 (kant-till-kub-diagonalförhållande) och √5 (förhållandet ovan nämnt).
En rektangel med sidoförhållandet 1:√5 kallas för en rot-fem-rektangel och är en del av serien av rot-rektanglar, en delmängd av dynamiska rektanglar, som är baserade på att √1 (= 1), √2, √3, √4 (= 2), √5 … och successivt konstruerade med diagonalen i föregående rot-rektangel, med utgångspunkt från en kvadrat. En rot-5-rektangel är särskilt anmärkningsvärd i att det kan delas upp i en kvadrat och två lika gyllene rektanglar (av dimensionerna Φ × 1), eller i två gyllene rektanglar i olika storlekar (av dimensionerna Φ × 1 och 1 × φ). Den kan också dekomposteras enligt unionen av två lika gyllene rektanglar (med dimensionerna 1 × φ) vars skärningspunkt bildar en kvadrat. Allt detta kan ses som den geometriska tolkningen av de algebraiska förhållandena mellan √5, φ och Φ. Rot-fem-rektangeln kan konstrueras från en 1:2-rektangel (rot-fyra-rektangeln), eller direkt från en kvadrat på ett sätt liknande det för den gyllene rektangeln visas på bilden, men genom att förlänga båglängden √5⁄2 till båda sidor.

## Trigonometri
Liksom √2 och √3 framgår √5 i stor utsträckning i formlerna för exakta trigonometriska konstanter, även i sinus- och cosinussvängningar av varje vinkel i grader är gradantalet delbart med 3 men inte med 15. Den enklaste av dessa är
{\displaystyle \sin {\frac {\pi }{10}}=\sin 18^{\circ }={\tfrac {1}{4}}({\sqrt {5}}-1)={\frac {1}{{\sqrt {5}}+1}},\,}
{\displaystyle \sin {\frac {\pi }{5}}=\sin 36^{\circ }={\tfrac {1}{4}}{\sqrt {2(5-{\sqrt {5}})}},\,}
{\displaystyle \sin {\frac {3\pi }{10}}=\sin 54^{\circ }={\tfrac {1}{4}}({\sqrt {5}}+1)={\frac {1}{{\sqrt {5}}-1}},\,}
{\displaystyle \sin {\frac {2\pi }{5}}=\sin 72^{\circ }={\tfrac {1}{4}}{\sqrt {2(5+{\sqrt {5}})}}\,.}
Därmed är beräkning av dess värde viktigt för generering av trigonometriska tabeller. Eftersom √5 är geometrisk kopplad till halv-kvadratiska rektanglar och pentagoner, framgår det också ofta i formler för geometriska egenskaper hos figurer som härrör från dem, sådana som i formeln för volymen av en dodekaeder.

## Diofantiska approximationer
Hurwitz sats i diofantiska approximationer anges att varje irrationellt tal x kan approximeras med oändligt många rationella tal m/n i lägsta termer på ett sådant sätt att
{\displaystyle \left|x-{\frac {m}{n}}\right|<{\frac {1}{{\sqrt {5}}\,n^{2}}}}
och att √5 är bästa möjliga, i den meningen att för varje större konstant än √5 finns det några irrationella tal x för vilka endast ändligt många sådana approximationer existerar.
Nära besläktat med detta är den sats att av tre på varandra följande konvergenta pi/qi,
pi+1/qi+1,
pi+2/qi+2, av ett tal α, gäller åtminstone följande olikheter:
{\displaystyle \left|\alpha -{p_{i} \over q_{i}}\right|<{1 \over {\sqrt {5}}q_{i}^{2}},\qquad \left|\alpha -{p_{i+1} \over q_{i+1}}\right|<{1 \over {\sqrt {5}}q_{i+1}^{2}},\qquad \left|\alpha -{p_{i+2} \over q_{i+2}}\right|<{1 \over {\sqrt {5}}q_{i+2}^{2}}}
Och √5 i nämnaren är den bästa möjliga bindningen eftersom konvergenta av gyllene snittet gör att differensen återfinns på vänster sida slumpmässigt nära värdet på höger sida. I synnerhet kan inte en stramare bindning ges genom att beakta följder av fyra eller fler på varandra följande konvergenta.

## Algebra
Ringen {\displaystyle \scriptstyle \mathbb {Z} \left[\,{\sqrt {-5}}\,\right]} innehåller tal av formen {\displaystyle \scriptstyle a\,+\,b{\sqrt {-5}}}, där a och b är heltal och {\displaystyle \scriptstyle {\sqrt {-5}}} är det imaginära talet {\displaystyle \scriptstyle i{\sqrt {5}}}. Denna ring är ofta hänvisad på exempel på ett integritetsområde som inte är en EF-ring.[källa behövs] Talet 6 har två olika faktoriseringar inom denna ring:
{\displaystyle 6=2\cdot 3=(1-{\sqrt {-5}})(1+{\sqrt {-5}}).\,}
Kroppen {\displaystyle \scriptstyle \mathbb {Q} \left[\,{\sqrt {5}}\,\right]}, som alla andra kvadratiska kroppar, är en abelsk extension av de rationella talet. Kronecker-Webers sats säkerställer därför att kvadratroten ur 5 kan skrivas som en rationell linjär kombination av enhetsrötter:
{\displaystyle {\sqrt {5}}=e^{2\pi i/5}-e^{4\pi i/5}-e^{6\pi i/5}+e^{8\pi i/5}.\,}

## Identiteter av Ramanujan
Kvadratroten ur 5 förekommer i flera intressanta formler av Ramanujan. Exempelvis är:
{\displaystyle {\cfrac {1}{1+{\cfrac {e^{-2\pi }}{1+{\cfrac {e^{-4\pi }}{1+{\cfrac {e^{-6\pi }}{1+\ddots }}}}}}}}=\left({\sqrt {\frac {5+{\sqrt {5}}}{2}}}-{\frac {{\sqrt {5}}+1}{2}}\right)e^{2\pi /5}=e^{2\pi /5}\left({\sqrt {\varphi {\sqrt {5}}}}-\varphi \right)}
{\displaystyle {\cfrac {1}{1+{\cfrac {e^{-2\pi {\sqrt {5}}}}{1+{\cfrac {e^{-4\pi {\sqrt {5}}}}{1+{\cfrac {e^{-6\pi {\sqrt {5}}}}{1+\ddots }}}}}}}}=\left({{\sqrt {5}} \over 1+\left[5^{3/4}(\varphi -1)^{5/2}-1\right]^{1/5}}-\varphi \right)e^{2\pi /{\sqrt {5}}}}
{\displaystyle 4\int _{0}^{\infty }{\frac {xe^{-x{\sqrt {5}}}}{\cosh x}}\,dx={\cfrac {1}{1+{\cfrac {1^{2}}{1+{\cfrac {1^{2}}{1+{\cfrac {2^{2}}{1+{\cfrac {2^{2}}{1+{\cfrac {3^{2}}{1+{\cfrac {3^{2}}{1+\ddots }}}}}}}}}}}}}}.}